# 前田寄孝
前田 寄孝（まえだ よりたか、寛永6年（1629年） - 元禄12年6月18日（1699年7月14日））は、江戸時代前期の加賀藩士。七日市藩初代藩主前田利孝の三男。『寛政重修諸家譜』によれば諱は利世。通称は主膳、大膳。加賀藩4代藩主前田光高に藩主一門として召抱えられ、3000石と上屋敷と下屋敷を拝領する。前田監物家の祖。廃藩まで代々人持組として仕えた。法名は碧雲院殿。